# ジェームズ・エニス
ジェームズ・アルフレッド・エニス3世（James Alfred Ennis III, 1990年7月1日 - ）は、アメリカ合衆国・カリフォルニア州ベンチュラ出身のプロバスケットボール選手。ポジションはスモールフォワード。

## 経歴

### 学生時代
大学時代は転校を繰り返し、2011年に転校したロングビーチ州立大学で頭角を表す。最終学年の2012-13シーズンはBWCの最優秀選手に選出されるなど、飛躍のシーズンとなった。

### パース・ワイルドキャッツ
エニスは2013年のNBAドラフトでアトランタ・ホークスから全体50位で指名された後、交渉権がマイアミ・ヒートに移動。しかし、2013-14シーズンはNBAではプレーせず、2013年8月にオーストラリアのパース・ワイルドキャッツと契約。ワイルドキャッツを2013-14シーズンのリーグ優勝に導いた。

### パイレーツ・デ・クエブラディージャス
2013-14シーズン終了後、エニスはプエルトリコに移り、バロンセスト・スペリア・ナシオナルのパイレーツ・デ・クエブラディージャスと契約した。

### マイアミ・ヒート
2014年7月、正式にマイアミ・ヒートと2年契約を締結。10月29日のワシントン・ウィザーズ戦でNBAデビュー。ルーキーシーズンは62試合の出場で平均5得点を記録した。

### メンフィス・グリズリーズ/アイオワ・エナジー
2015年11月10日、マリオ・チャルマーズと共にメンフィス・グリズリーズに移籍。しかし、グリズリーズでは負傷者が続出していたにもかかわらずDリーグに送られるなど、10試合の出場に終わり、2016年3月2日に解雇。

### ニューオーリンズ・ペリカンズ
その後、2016年3月30日にニューオーリンズ・ペリカンズと10日間契約を締結。9試合の出場で平均16得点の好成績を残した。4月9日、ペリカンズはエニスとシーズン終了までの契約を交わした。

### グリズリーズ復帰
2016年7月13日、ヒート時代に教えを受けていたデビッド・フィッツデールがヘッドコーチに就任したグリズリーズと2年600万ドルの契約を結んだ。2016-17シーズンは、先発を予定していたチャンドラー・パーソンズが、シーズン通して負傷に苦しんだこともあり、64試合に起用され28試合に先発出場した。

### デトロイト・ピストンズ
2018年2月8日、ブライス・ジョンソン、将来のドラフト2順目指名権とのトレードでデトロイト・ピストンズに移籍した。

### ヒューストン・ロケッツ
2018年7月13日にヒューストン・ロケッツと2年340万ドルの契約を結んだ (2年目はプレーヤーオプション)。

### フィラデルフィア・76ers
2019年2月7日に2021年のドラフト2巡目指名権とのトレードで、フィラデルフィア・76ersへ移籍した。7月12日に76ersと2年410万ドルで再契約した (2年目はプレーヤーオプション)。

### オーランド・マジック
2020年2月6日に2020年のドラフト2巡目指名権とのトレードでオーランド・マジックへ移籍した。

### ブルックリン・ネッツ
2021-22シーズンは開幕から無所属のまま過ごしていたが、2021年12月18日に新型コロナウイルス安全衛生プロトコルの影響で欠場者が続出していたブルックリン・ネッツと10日間契約を結んだ。2試合に出場したが、2度目の10日間契約は提示されなかった。

### ロサンゼルス・クリッパーズ
2021年12月29日にロサンゼルス・クリッパーズと10日間契約を結んだ。

### デンバー・ナゲッツ
2022年1月10日にデンバー・ナゲッツと10日間契約を結んだ。

### ヨーロッパでのキャリア
2022年3月7日、イスラエル・バスケットボールプレミアリーグに所属するハポエル・ハイファBCとの契約が発表された。
国内リーグ戦では6試合に出場し、1試合平均27.8分の出場で、14.2得点、5.8リバウンド、3.8ターンオーバー、1.5アシスト、1.2スティール、プレーオフでは3試合に出場し、1試合平均23.0分の出場で、14.7得点、3.0リバウンド、3.3ターンオーバー、1.3スティールという成績を残した。
2022年8月22日、2022-2023シーズンからVTBユナイテッドリーグに参戦するBCサマラとの契約が発表された。

### 鹿児島レブナイズ
2025年1月24日に鹿児島レブナイズとの契約が発表された。

## NBA個人成績

### レギュラーシーズン
| シーズン | チーム | GP  | GS  | MPG  | FG%  | 3P%  | FT%   | RPG | APG | SPG | BPG | PPG  |
| -------- | ------ | --- | --- | ---- | ---- | ---- | ----- | --- | --- | --- | --- | ---- |
| 2014–15  | MIA    | 62  | 3   | 17.0 | .409 | .326 | .840  | 2.8 | .8  | .4  | .3  | 5.0  |
| 2015–16  | MIA    | 3   | 0   | 2.3  | .000 | .000 | .000  | .0  | .3  | .0  | .0  | .0   |
| 2015–16  | MEM    | 10  | 0   | 4.0  | .308 | .250 | .600  | .7  | .2  | .4  | .2  | 1.6  |
| 2015–16  | NOP    | 9   | 5   | 31.3 | .500 | .480 | .792  | 3.9 | 2.0 | 1.3 | .3  | 15.9 |
| 2016–17  | MEM    | 64  | 28  | 23.5 | .455 | .372 | .782  | 4.0 | 1.0 | .7  | .3  | 6.7  |
| 2017–18  | MEM    | 45  | 14  | 23.4 | .486 | .357 | .877  | 3.5 | 1.1 | .7  | .3  | 6.9  |
| 2017–18  | DET    | 27  | 8   | 20.4 | .457 | .304 | .767  | 2.5 | .8  | .6  | .2  | 7.5  |
| 2018–19  | HOU    | 40  | 25  | 23.7 | .493 | .367 | .724  | 2.9 | .7  | 1.0 | .4  | 7.4  |
| 2018–19  | PHI    | 18  | 2   | 15.6 | .410 | .306 | .696  | 3.6 | .8  | .2  | .4  | 5.3  |
| 2019–20  | PHI    | 49  | 0   | 15.8 | .442 | .349 | .787  | 3.1 | .8  | .5  | .3  | 5.8  |
| 2019–20  | ORL    | 20  | 18  | 24.5 | .451 | .286 | .838  | 4.8 | 1.1 | .6  | .4  | 8.5  |
| 2020–21  | ORL    | 41  | 37  | 24.0 | .473 | .433 | .805  | 4.0 | 1.5 | .8  | .2  | 8.4  |
| 2021–22  | BKN    | 2   | 0   | 7.0  | .286 | .500 | -     | 2.5 | .0  | .5  | .5  | 8.5  |
| 2021–22  | LAC    | 2   | 0   | 14.0 | .636 | .500 | .1000 | 2.5 | .0  | .5  | .5  | 10.0 |
| 2021–22  | DEN    | 3   | 0   | 4.7  | .333 | .000 | .000  | .7  | 1.0 | .0  | .0  | 1.3  |
| 通算     | 通算   | 395 | 140 | 20.3 | .457 | .360 | .797  | 3.3 | .9  | .6  | .3  | 6.7  |

### プレーオフ
| シーズン | チーム   | GP | GS | MPG  | FG%  | 3P%  | FT%  | RPG | APG | SPG | BPG | PPG |
| -------- | -------- | -- | -- | ---- | ---- | ---- | ---- | --- | --- | --- | --- | --- |
| 2017     | MEM      | 6  | 4  | 26.5 | .421 | .316 | .857 | 4.2 | 1.2 | .8  | .3  | 8.3 |
| 2019     | PHI      | 11 | 0  | 21.1 | .484 | .281 | .632 | 3.8 | 1.1 | .4  | .3  | 7.5 |
| 2020     | ORL      | 5  | 5  | 23.8 | .343 | .250 | .778 | 5.8 | 1.2 | 1.0 | .4  | 7.0 |
| キャリア | キャリア | 22 | 9  | 23.2 | .431 | .284 | .738 | 4.4 | 1.1 | .6  | .3  | 7.6 |